# Áreas de ataque e defesa do caratê
O termo dan (段) quer significar «nível». Tem sentido diverso e dependente do contexto: a se referir ao praticante da arte marcial, diz respeito a seu nível de conhecimento e o dan só é aplicados àqueles que possuem a faixa preta. Assim, em se tratando do foco de um ataque (ou contra-ataque), há três áreas distintas em seu se pode aplicar uma técnica, que correspondem respectivamente às áreas de cima dos ombros (cabeça), entre ombros e plexo solar e abaixo do plexo solar:
Em verdade, tais áreas são identificadas apenas por fins pedagógicos (fixação de conceitos) e desportivos, haja vista que numa situação real de enfrentamento podem ser atingidos com os punhos quaisquer partes do corpo do adversário, inclusive pernas. Estas áreas também qualificam a posição de guarda — kamae —, isto é, conforme o lutador levanta a guarda — os punhos.
- Jodan (上段), nível superior
  - Men uchi (面打ち), alvo: cabeça
    - Komekami (こめかみ), alvo: têmpora
    - Ganmen uchi (顔面打ち), alvo: face
    - Me (目), alvo: olhos
    - Hana (鼻), alvo: nariz
    - Kuchi (口), alvo: boca
    - Ago (顎), alvo: mandíbula

  - Nodo (喉), alvo: garganta
  - Kubi (首), alvo: pescoço
  - Sakotsu (鎖骨), alvo: clavícula
- Chudan (中段), nível intermediário
  - Kata (肩), alvo: ombros
  - Mune (胸), alvo: peito
  - Kanzo (肝臓, Kanzō), alvo: fígado
  - Hizo (脾臓, Hizō), alvo: baço
  - Rokkotsu (肋骨) ou Abbara (肋), alvo: costelas
- Gedan (下段), nível inferior
  - Kinteki (金的), alvo: testículos
  - Hiza (膝), alvo: joelhos
  - Fukurahagi (脹脛), alvo: perna
  - Soku (足), alvo: pés